# 메시에 79
M79(NGC 1904)는 토끼자리에 있는 구상 성단이다. 겨울에 유일하게 볼 수 있는 구상 성단이다. 그것은 피에르 메생이 1780년에 발견하였다. M79와 태양계 사이의 거리는 약41,000 광년이며, 지구에서 M79까지는 약 60,000 광년 거리이다.

## 같이 보기
- 메시에 천체 목록